# Phrynus operculatus
La araña látigo o tendarapo (Phrynus operculatus) es un arácnido perteneciente a la familia Phrynidae, del orden Amblypygi. Esta especie fue descrita por Pocock en 1902. El nombre del género Phrynus proviene de la palabra griega phryne que significa “sapo”. El nombre específico operculatus proviene de la palabra en latín “operculatus” que significa tiene un opérculo.

## Descripción
Esta especie fue descrita por Pocock en 1902. Es de tamaño mediano, de 18-22 mm de longitud total; de color castaño, ligeramente rojizo sobre el carapacho y los pedipalpos; área frontal moderadamente estrecha, con el borde anterior suavemente bilobulado; segmento basal del quelícero, con un diente externo; pedipalpos con cuatro espinas anteriores en el trocánter; tarso inerme. En la hembra los gonópodos se presentan con el esclerito relativamente corto, ancho en la base y con el ápice estrecho y curvado hacia la superficie ventral.

## Distribución
Esta especie se distribuye en Estados Unidos en el estado de Texas y en México en los estados de Nuevo León, Sinaloa, Sonora, Nayarit, Jalisco, Guanajuato, Colima, Michoacán, Guerrero, Morelos, Oaxaca y Chiapas.

## Hábitat
Esta especie al presentar una amplia distribución parece tener una gran plasticidad ecológica, se le ha encontrado bajo piedras, bajo corteza semidesprendida de los árboles y bajo cactus secos en bosques xerófilos.

## Estado de conservación
Esta especie de arácnido no se encuentra dentro de ninguna categoría de riesgo en las normas nacionales o internacionales.